# 罗贝尔·巴丹戴尔
罗贝尔·巴丹戴尔（1928年3月30日—2024年2月9日），又譯巴丹泰，法國律师、教授、随笔作家以及政治家。

## 生平
出生于巴黎。
1981年至1986年巴丹戴尔出任法国司法部长，任內促使法国在1981年10月9日废除死刑。
作为1986年到1995年间宪法委员会主席，他因执着斗争于废除死刑和让失足者融入社会而声名鹊起。同时他还废除了涉及與未成年人進行性行为中針對同性戀者的刑法条款，并发表了著作《新刑法》。
他的前妻是演员安娜·韦尔农（Anne Vernon），现任妻子是女性作家、哲学教授伊丽莎白·巴丹戴尔（法国阳狮集团创始人马塞尔·布勒斯坦-布朗谢（Marcel Bleustein-Blanchet）的三个女儿之一），他们有三个子女。